# Monument över tsar Nikolaj II
Monument över tsar Nikolaj II (serbisk kyrilliska: Споменик цару Николају II; latinska: Spomenik caru Nikolaju II) är ett monument till minne av tsar Nikolaj II av Ryssland som är belägen i den centrala delen av Serbiens huvudstad, Belgrad.

## Historik
Beslutet om att uppföra monumentet togs år 2013. Det uppfördes år 2014 och invigdes den 16 november samma år av Rysk-ortodoxa kyrkans patriark Kirill av Moskva och Serbisk-ortodoxa kyrkans dåvarande patriark, Irinej.
Monumentet skapades av Gennadij Pravotorov och Andrej Kovaltjuk.

## Monumentet
Monumentet är, inklusive stenen, 7,5 meter hög och själva statyn är 3,5 meter hög. Dess vikt är över 40 ton.
På stenen finns en inskription i tre rader: "Nikolaj II / Rysk tsar / 1868-1918".

## Bilder

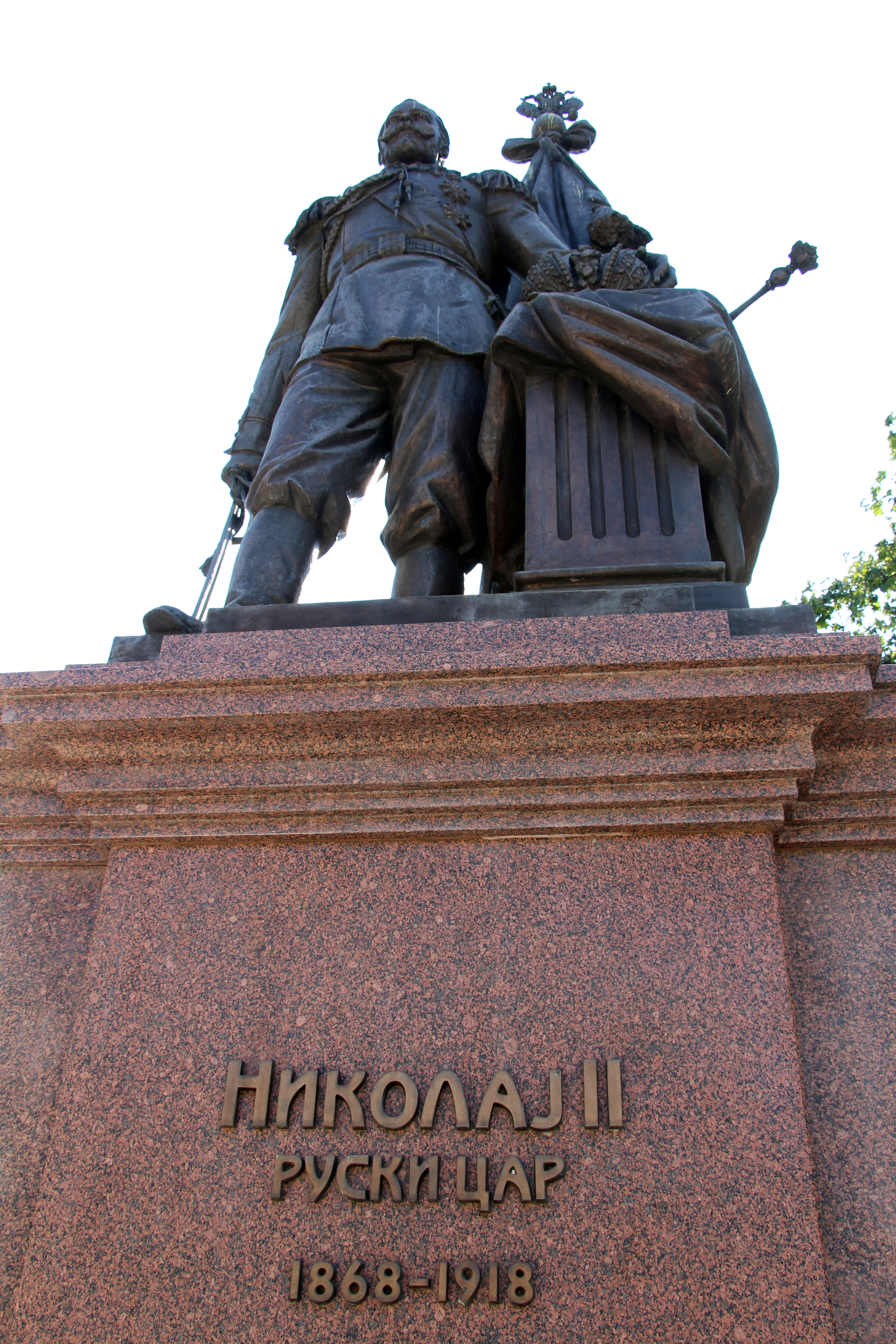
Inskriptionen "Nikolaj II / Rysk tsar / 1868-1918'' (längst ner).
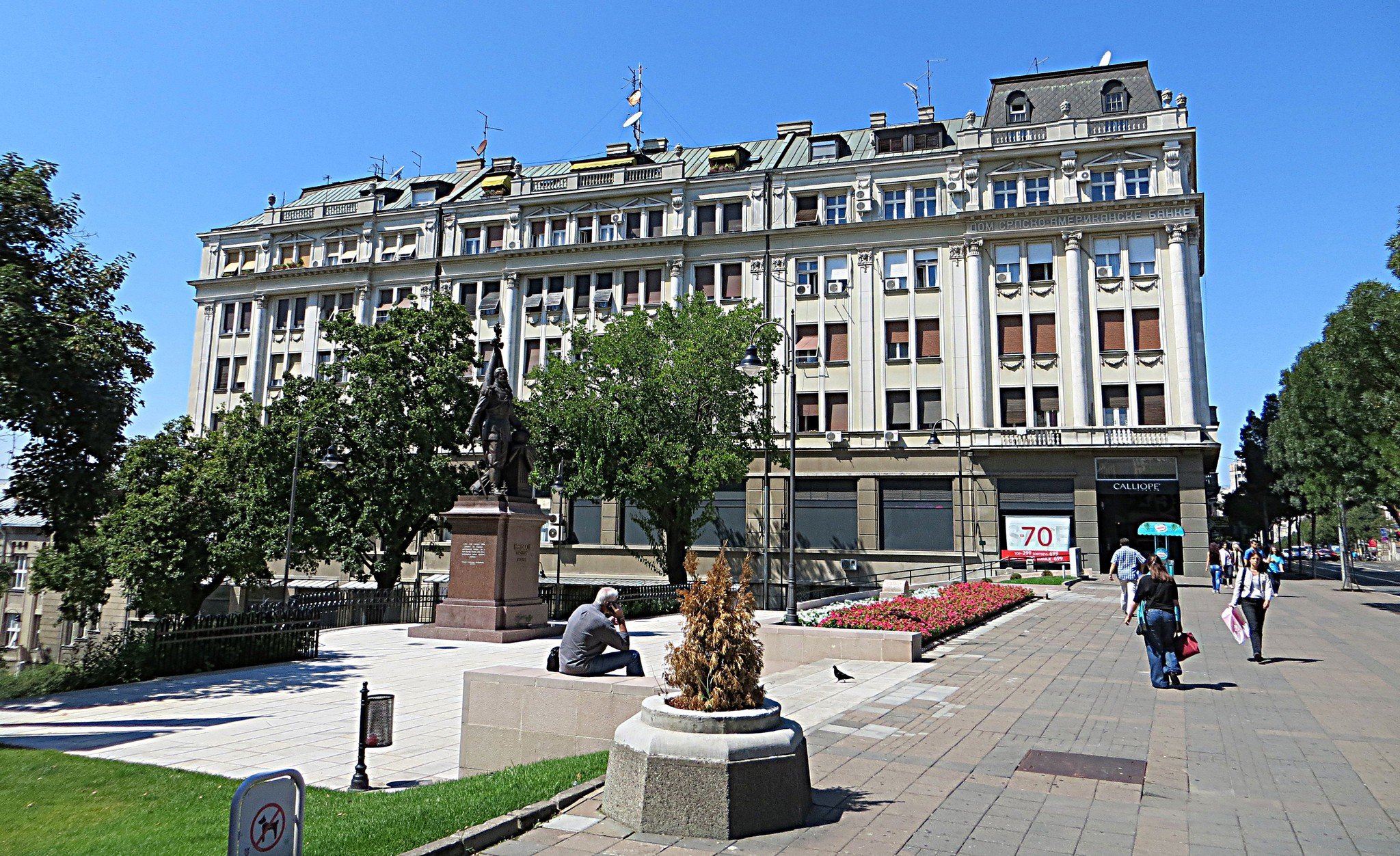
Platsen där monumentet står.